# Melchior Neumayr

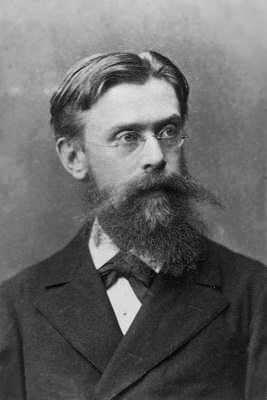
Melchior Neumayr 1881

Melchior Neumayr (* 24. Oktober 1845 in München; † 29. Januar 1890 in Wien) war ein österreichischer Paläontologe und auf diesem Gebiet im 19. Jahrhundert von führender Bedeutung.
In Wien leitete er als Professor ein Paläontologisches Institut, das als erstes dieser Art weltweit gilt. Melchior Neumayr arbeitete auf dem Gebiet der Jura- und Kreide-Ammoniten sowie der Süßwasser-Mollusken aus dem Tertiär und war ein früher Anhänger der Darwinschen Evolutionstheorie.

## Jugend, Ausbildung
Melchior Neumayr wurde 1845 als Sohn des bayerischen Staatsministers Max von Neumayr in München geboren.
Entsprechend der Familientradition nimmt Melchior Neumayr 1863 an der Universität München das Studium der Rechtswissenschaften auf, aber folgte bald seinen Neigungen hin zu den Naturwissenschaften. Dort war er Student bei Albert Oppel und Carl Wilhelm von Gümbel.
Nach einer Studienzeit in Heidelberg bei Ernst Wilhelm Benecke und Robert Wilhelm Bunsen promovierte er 1867 zum Dr. phil. in München.

## Leben
Von 1868 bis 1872 war Neumayr als Sektionsgeologe an der k. k. geologischen Reichsanstalt (GRA) in Wien tätig. Hier publizierte er im Jahrbuch der GRA eine Beschreibung der Jura-Formation auf der Grundlage fossiler Merkmale einschließlich einer Auflistung zeitgenössischer Publikationen hierzu. Seine Habilitation an der Universität Heidelberg erfolgte 1872.

Cephalopoden: Perisphinctes patina nov. sp. (links) und Perisphinctes oxyptychus nov. sp. (rechts), beschrieben von Neumayr im JB d. k.k. geolog. Reichsanstalt Bd. XX 1870, Wien

Auf ministeriellen Beschluss vom 20. November 1873 richtete die Universität Wien einen Lehrstuhl Paläontologie mit Verwaltung und Sammlungen für diesen jungen Wissenschaftszweig ein. Dieser Bereich ist wahrscheinlich das erste und damit älteste Paläontologische Institut. Es war mit eigenem Hörsaal und mehreren Räumlichkeiten (Alte Universität, Konviktsgebäude, Bäckerstraße 20) ausgestattet.
Melchior Neumayr wurde im selben Jahr als außerordentlicher Professor für Paläontologie zum Institutsleiter ernannt. In dieser Eigenschaft entwickelte er aus einer eigenen Kollektion fossiler Belegstücke eine große paläontologische Sammlung, die unter der Bezeichnung „Paläontologisches Universitäts-Museum“ (Name bis 1903 existent) große Beachtung fand.
Melchior Neumayr nahm an dem vom k. k. Unterrichtsministerium per Erlass vom 2. Juni 1875 verfügten mehrjährigen Expeditionsprogramm teil, das die Durchführung geologischer Landesaufnahmen im „Orient“ durch Kräfte der österreichischen Hochschulen vorsah und welches seiner Leitung anvertraut war. Zu seiner Begleitung standen Friedrich Teller (1852–1913) und Leo Burgerstein zur Verfügung. Weitere Geologen wurden in diese Arbeiten einbezogen. Die Erkundungen und Aufnahmearbeiten führte ihn nach Griechenland (z. B. Olymp-Gebirge), auf zahlreiche Inseln des Ägäischen Meeres und in die heutige Türkei.
Im Jahr 1879 wurde er zum Ordinarius für Paläontologie ernannt. Im selben Jahr fand die Hochzeit mit Paula, der Tochter seines befreundeten Kollegen Eduard Suess statt.
Die Auswertung der wissenschaftlichen Reisen in Griechenland und der Ägäis wurde 1880 mit einer von ihm redigierten umfassenden Publikation weitgehend abgeschlossen. Seine Arbeit wurde schließlich auch damit gewürdigt, dass man ihn ab 1882 zum korrespondierenden Mitglied der kaiserlichen Akademie der Wissenschaften in Wien ernannte.
An den Folgen einer Lungenerkrankung starb Melchior Neumayr im Januar 1890 in Wien. Er wurde am Evangelischen Friedhof Matzleinsdorf bestattet.

## Leistungen
Viele seiner Forschungsarbeiten waren von den Gedanken der Darwinschen Evolutionstheorie beeinflusst. Besonders in seinem Werk Die Stämme des Tierreiches (Band 1, Wirbellose) sind diese Aspekte ausführlich erörtert worden. Charles Darwin in einem Brief (9. März 1877) an Neumayr: „Erlauben sie, dass ich ihnen meinen Dank für die Freude und Belehrung ausspreche, die mir ihr Buch bereitet hat. Es scheint mir ein bewunderungswürdiges Werk zu sein; und es behandelt den weitaus besten Fall, der den direkten Einfluss der Lebensbedingungen auf den Bau eines Organismus zeigt.“

Geologische Karte der Insel Kos in der Ägäis, 1874 von Melchior Neumayr aufgenommen

Seine wissenschaftlichen Reisen führten ihn nach Italien, in die Alpen und Karpaten, nach Dalmatien, auf die Balkanhalbinsel und in die Ägäis sowie nach Kleinasien. Dabei untersuchte er vorwiegend fossile Strukturen in den Sedimentgesteinen. Einige dieser Arbeiten im Ausland waren mit systematischen geologische Aufnahmen (Kartierungsarbeiten im Gelände) verbunden.
Aus diesen Aktivitäten entstand gemeinsam mit den Autoren Alexander Bittner und Friedrich Teller die Geologische Übersichtskarte des festländischen Griechenland und der Insel Euboea im Maßstab 1:400.000 und die Geologische Karte von der Insel Kos im Maßstab von ca. 1:120.000, beide 1880 als farbiger Druck publiziert.
Gemeinsam mit Edmund von Mojsisovics gründet er 1880 die Zeitschrift Beiträge zur Paläontologie Österreich-Ungarns und des Orient.

## Werke und Schriften (Auswahl)
- Beiträge zur Kenntniss fossiler Binnenfaunen. In: Jahrbuch der k.k. geologischen Reichsanstalt, Jg. 19, Wien 1869, S. 355–382 (Digitalisat; PDF; 2,1 MB)
- Jurastudien. Zweite Folge. in: Jahrbuch der k.k. geologischen Reichsanstalt, Jg. 21, Wien 1871, S. 297–378 (Digitalisat; PDF; 7,1 MB)
- mit Carl Maria Paul: Die Congerien- und Paludinenschichten Slavoniens und deren Faunen. In: Abhandlungen der k.k. geologischen Reichsanstalt. Bd. 7, Heft Nr. 3, Wien 1875. doi:10.5962/bhl.title.14331
- Die Ornatenthone von Tschulkowo und die Stellung des russischen Jura. München 1876
- mit Franz von Hauer: Führer zu den Excursionen der Deutschen Geologischen Gesellschaft nach der allgemeinen Versammlung in Wien 1877. Wien (k.k. geologische Reichsanstalt) 1877
- Geologische Untersuchungen über den nördlichen und östlichen Theil der Halbinsel Chalkidike. Wien (k.k. Hof- und Staatsdruckerei) 1880
- Der geologische Bau des westlichen Mittel-Griechenland. Wien (Karl Gerold’s Sohn) 1880
- Geologische Studien in den Küstenländern des griechischen Archipels. Wien (Karl Gerold’s Sohn) 1880
- mit Edmund Mojsisovics, Edler von Mojsvar: Beiträge zur Paläontologie Österreich-Ungarns und den angrenzenden Gebieten. Wien (Alfred Hölder) 1880–1882
- Zur Geschichte des östlichen Mittelmeerbeckens: Vortrag, gehalten im naturwissenschaftlichen Verein in Wien am 30. Januar 1882. Habel, Berlin 1882 (Digitalisat)
- Allgemeine Geologie. Leipzig (Bibliographisches Institut) 1886.
- mit Viktor Uhlig: Erdgeschichte. Leipzig (Verlag des Bibliographischen Instituts) 1886–87
- Erdgeschichte. Leipzig (Bibliographisches Institut) 1887–1895
- mit Edmund Naumann: Zur Geologie und Paläontologie von Japan. Wien (k.k. Hof- und Staatsdruckerei) 1890